# ديفيد واتسون (سياسي)
ديفيد واتسون (بالإنجليزية: David Watson)‏ هو سياسي أسترالي، ولد في 29 يناير 1945 في سيدني في أستراليا. حزبياً، نشط في الحزب الليبرالي الأسترالي. وقد انتخب عضو مجلس النواب الأسترالي عن دائرة Division of Forde ‏ (1 ديسمبر 1984 – 11 يوليو 1987) وانتخب عضو المجلس التشريعي ولاية كوينزلاند عن دائرة Electoral district of Moggill ‏ (2 ديسمبر 1989 – 7 فبراير 2004).